# Petr Jakeš

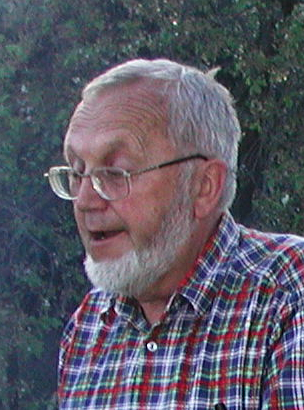
Petr Jakeš (2003)

Petr Jakeš (ur. 2 maja 1940 w miejscowości Břehy, powiat Pardubice, zm. 29 listopada 2005 w Pradze) – czeski geolog i geochemik, docent Uniwersytetu Karola w Pradze. 

## Życiorys
Zajmował się m.in. geochemicznymi i wulkanicznymi procesami na Ziemi i ciałach niebieskich, badaniami meteorytów i skałami z Księżyca.
W latach 1957–1962 studiował geologię na Wydziale Przyrodniczym Uniwersytetu Karola. Następnie pracował w Instytucie Geologii Czechosłowackiej Akademii Nauk w Pradze. W okresie odwilży pod koniec lat 60. kontynuował studia od 1967 r. na Australian National University (ANU) w Canberze w Australii, a później w Japonii na studiach postdoktoranckich, gdzie otrzymał tytuł PhD. za pracę o wulkanicznych procesach w południowo-zachodnim Pacyfiku. W latach 1970–1972 pracował jako pracownik naukowy w Lunar Science Institute (LSI, teraz LPI, Lunar and Planetary Institute) w Houston w USA. Instytut ten, założony przez amerykańską Narodową Akademię Nauk (NAS, National Academy of Sciences) jako część USRA (Universities Space Research Association), prowadził dla NASA m.in. laboratorium LRL (Lunar Receiving Laboratory), w której próbki skał przywiezionych w ramach programu Apollo z Księżyca poddawane były kwarantannie. W LSI Petr Jakeš brał udział w analizach próbek, zwłaszcza tych, które były pobrane w ramach wypraw Apollo 14 i 15.
Po powrocie do Czechosłowacji w 1972 r. został z powodów politycznych zwolniony z Czechosłowackiej Akademii Nauk (Československá akademie věd, ČSAV). Został zatrudniony w Centralnym Instytucie Geologii w Pradze (Ústřední ústav geologický), najpierw jako geolog maper, później jako pracownik naukowy, następnie jako zastępca dyrektora ds. badania geologicznych. Od początku lat 90. zaczął uczyć na Wydziale Przyrodniczym UK w Pradze. Często też wracał do LPI do Houstonu, gdzie był członkiem rady naukowej. Do 2001 r. był członkiem rady naukowej międzynarodowego programu IGCP (International Geological Correlation Programme) i przewodniczącym jego 3. grupy roboczej ds. złóż minerałów, petrologii, wulkanologii i geochemii. Był również jednym z sześciu światowych naukowców, którzy zaproponowali zorganizowanie Międzynarodowego roku planety Ziemia (IYPE – International Year of the Planet Earth), który by miał być w roku 2008.
W ostatnim czasie pracował jako pracownik naukowy w Instytucie geochemii, mineralogii i źródeł mineralnych Wydziału Przyrodniczego UK (Ústav geochemie, mineralogie a nerostných zdrojů PřF UK).
Oprócz licznych prac naukowych z geologii, wulkanologii, geochemii i planetologii jest autorem szeregu książek popularnonaukowych, niektóre z nich zostały przetłumaczone na inne języki, w tym też na polski.
W 2000 r. otrzymał nagrodę "Cena Akademie věd ČR za popularizaci vědy" (Nagroda Akademii Nauk Republiki Czeskiej za Popularyzację Nauki).

## Publikacje książkowe
- Za sopkami Pacifiku / Petr Jakeš. – Praga: Orbis, 1975 - (Cesty).
- Létavice a lunatici / Petr Jakeš. – Praga: Mladá fronta, 1978 – (Kolumbus; Sv. 81).
- Planeta Země / Petr Jakeš. – Praga: Mladá fronta, 1984 – (Orbis pictus; Sv. 2.). Jakeš,
- K vulkanam Tichogo okeana / Petr Jakeš; Sokraščennyj perevod s češskogo Za sopkami Pacifiku. – Moskwa: Nauka, 1984. – (Rasskazy o stranach Vostoka)
- L'Universe et la Terre / Josip Kleczek, Petr Jakeš. – Paryż: Cercle d'Art, 1985.
- Posłańcy kosmosu / Petr Jakeš; Z języka czeskiego Létavice a lunatici. – Warszawa: Wiedza Powszechna, 1986 – (Omega; No 398) – ISBN 83-214-0477-4
- The Universe and Planet Earth / Josip Kleczek, Petr Jakeš. – Londyn: Octopus Books, 1987.
- Cesty za Hefaistem / Petr Jakeš; Jan Jeník. – Praga: Panorama, 1989. – (Knihy o přírodě). – ISBN 80-7038-060-8
- Tahák z fyziky a chemie / Petr Jakeš, Milan Dvořák. – 2. vyd. – Havlíčkův Brod: Tobiáš, 1993 – ISBN 80-85808-11-0
- Tahák z fyziky a chemie / Petr Jakeš, Milan Dvořák. – 1. vyd.. – Havlíčkův Brod: Tobiáš, 1993 – (Tobík). – ISBN 80-901232-6-0
- La Terre, planete vivante / Petr Jakeš; traductions française Planeta Země. – Paryż: Gründ, 1994 – (Approches de la nature). – ISBN 2-7000-1556-8
- Geologie : učebnice pro základní školy a nižší stupeň víceletých gymnázií / Petr Jakeš. – Praga: Nakladatelství České geografické společnosti, 1999 – (Natura). – ISBN 80-86034-30-5
- Příručka k učebnici přírodopisu Geologie pro základní školy a nižší stupeň víceletých gymnázií / Petr Jakeš, Miroslav Maleninský. – Praga: Nakladatelství České geografické společnosti, 1999 – (Natura). – ISBN 80-86034-31-3
- Vlny hrůzy : zemětřesení, sopky a tsunami / Petr Jakeš, Jan Kozák. – Praga: NLN, Nakladatelství Lidové noviny, 2005 – ISBN 80-7106-772-5